# Berlinghiero Berlinghieri

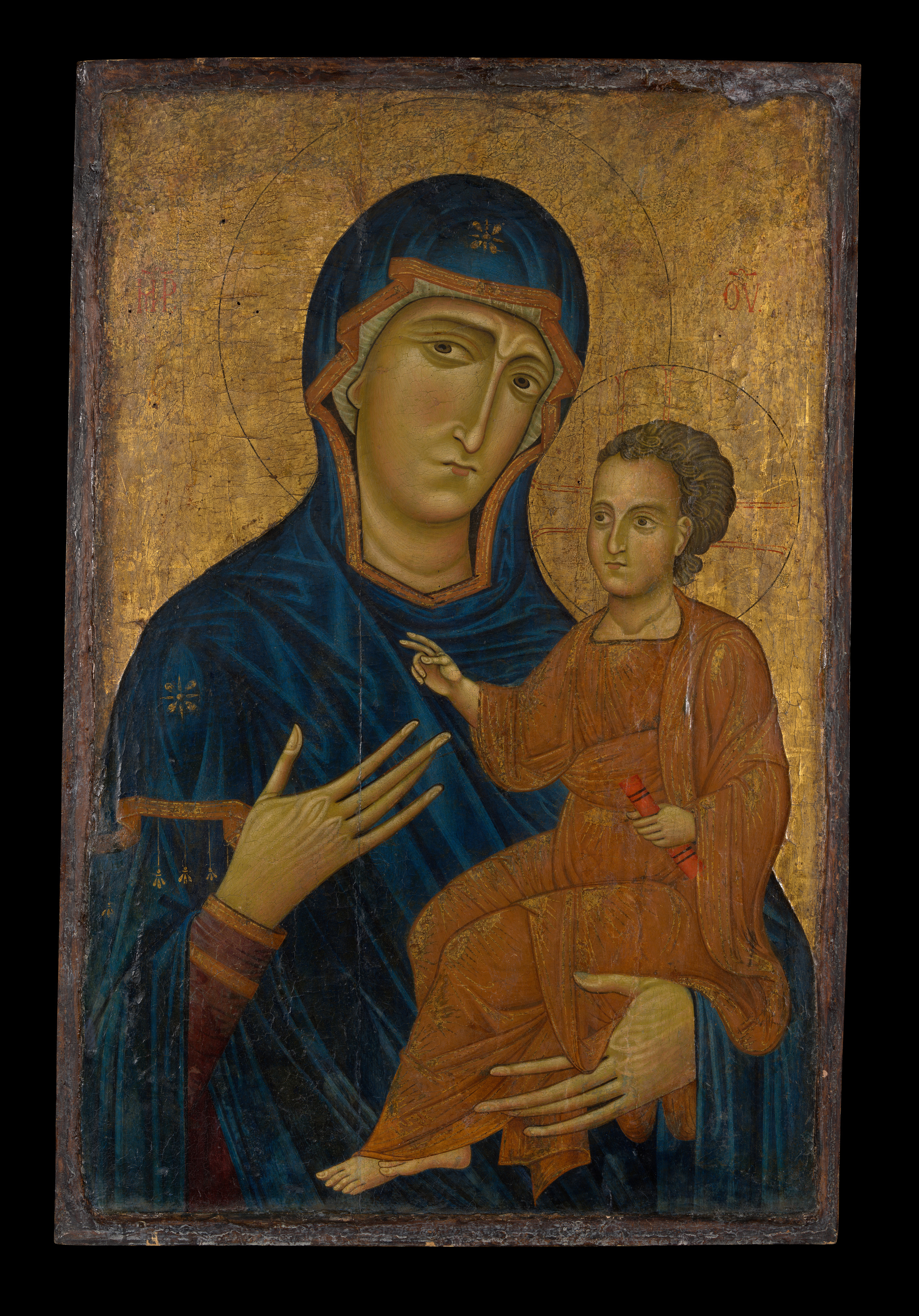
Berlinghiero Berlinghieri, ca. 1230, Madonna met Kind, New York, Metropolitan Museum of Art

Berlinghiero Berlinghieri is een Italiaans kunstschilder die actief was in Lucca van ca. 1210 tot ca. 1242. 

## Naam
Zijn correcte naam is Berlinghiero di Melanese da Volterra, maar die werd verbasterd door Engelse historici in de negentiende eeuw. Aan de basis lag de verkeerde interpretatie van (de 17e-eeuwse  kopie) van een document uit 1228, waarin de inwoners van Lucca per Contrada (wijk) de pas gesloten vrede met Pisa bekrachtigden. In de lijst van de contrada Lischia was Berlinghiero opgenomen met twee van zijn zoons, Barone en Bonaventura. In de kopie van Padre Marco Grossi uit de 17e eeuw werd hij Berlinghierus Melanese maius genoemd en dat werd door Crow en Cavalcaselle in 1864 geïnterpreteerd als Berlinghiero Milanese of Berlinghiero komende van Milaan. Melanese was waarschijnlijk bedoeld als de genitief van Melanesus, maar ofwel misspeld in het basisdocument ofwel door Grossi foutief gekopieerd. Op identieke wijze zou de maius afkomstig zijn van een foutieve interpretatie van maioris of een afkorting ervan in het originele document. De naam in het originele document zou dus Berlinghierus Melanesi maioris geweest zijn of in het Italiaans Berlinghiero di Melanese il vecchio.
In het begin van de 19e eeuw werd op werk Berlinghiero's zoon Bonaventura, de signatuur Bonaventura Berlinghieri aangetroffen en men ging later Berlinghieri interpreteren als een familienaam in plaats van als een patroniem en uiteindelijk (1908) noemde men de vader Berlinghiero Berlinghieri.
Dat hij afkomstig was van Volterra bevestigde hij zelf op een signatuur op een geschilderd kruis, de Crucfix van Fuccechio, een Christus triumphans, die hij signeerde met BERLINGERIUS VULTERRANUS ME PINXIT, zodat zijn correcte naam Berlinghiero di Melanese da Volterra zou moeten zijn.

## Biografie
Omdat Berlinghiero Berlinghieri met twee volwassen zonen genoemd werd in een document van 1228, gaat men ervan uit dat hij omstreeks 1175 moet geboren zijn, volgens zijn signatuur in Volterra, en dat hij in ca. 1200 moet actief geweest zijn als schilder. Edward B. Garrison stelt een geboortedatum tussen 1188 en 1193 voor en dateert zijn eerste werk tussen 1202 en 1207. Zijn opleiding kreeg hij waarschijnlijk in Volterra en Pisa en sommige kunsthistorici menen dat dit in de omgeving van het atelier van miniaturisten moet geweest zijn die de Bijbel voor de San Vito in Pisa realiseerden.  Ook al zou hij dan zijn opleiding als miniaturist gekregen hebben, zijn er van zijn hand geen verluchte handschriften bekend. Hij moet overleden zijn voor 1243 volgens een document in verband met zijn zoon Barone, anderen melden dikwijls een overlijden voor 1236.

## Toegeschreven werken
Voor een overzicht zie website Sacrumluce.
- Madonna met kind, (Madonna di sotto gli organi), ca. 1210, Pisa, kathedraal
- Crucifix van Lucca, Christus triumphans, 1210-1220, Lucca, Museo nazionale di Villa Guinigi, afkomstig van de Santa Maria degli Angeli in Lucca.
- Madonna col bambino, 1230, New York, Metropolitan Museum of Art, Strauss collectie
- Crucifix van Fucecchio, Christus triumphans, 1230-1235, Pisa, Museo nazionale di San Matteo, gesigneerd met BERLINGERIUS VULTERRANUS ME PINXIT.
- Fragment van een crucifix met het hoofd van Christus, Avignon, Petit Palais
- Fragment van een crucifix met de arm van Christus, Rio de Janeiro, Museo de Bellas Artes
- Triptiek met de Madonna met kind, met daarnaast een kruisiging Christus als rechter bij het einde der tijden, en heiligen , ca. 1235, Cleveland, Cleveland Museum of Art
- Madonna met kind, Raleigh, 1230-1240, Raleigh, Museum van North-Carolina

- Gemeinsame Normdatei: 124541801
- Library of Congress Control Number: nr2002011821
- RKD-Nederlands Instituut voor Kunstgeschiedenis: 7395
- Union List of Artist Names: 500014124
- Virtual International Authority File: 95767505